# Quando meno te l'aspetti (rivista 1940)
Quando meno te l'aspetti è una rivista di Michele Galdieri presentata dalla compagnia Totò-Anna Magnani nella stagione 1940-1941. Il debutto, al Teatro Quattro Fontane di Roma, avvenne il 25 dicembre 1940.

## Critica
Da il Resto del Carlino del 26 febbraio 1942
(Vice, Il Messaggero, 26 dicembre 1940)